# Casa Pau Manich
La casa Pau Manich és un edifici situat al carrer de les Candeles, 5 de Barcelona, catalogat com a bé amb elements d'interès (categoria C).

## Història
El 1855, el fabricant de trenyelles de cotó Pau Manich i Cabanellas (†1892) va demanar permís per a instal·lar-hi una màquina de vapor de 2 CV de la casa Alexander i Cia, segons el projecte de l'arquitecte Josep Simó i Fontcuberta, el que va motivar l'oposició dels veïns de la rodalia. El 1856, Manich va traslladar la seva indústria a un nou edifici del carrer de Jaume Giralt, avui desaparegut, i el 1858 va demanar permís per a reedificar la casa del carrer de les Candeles.

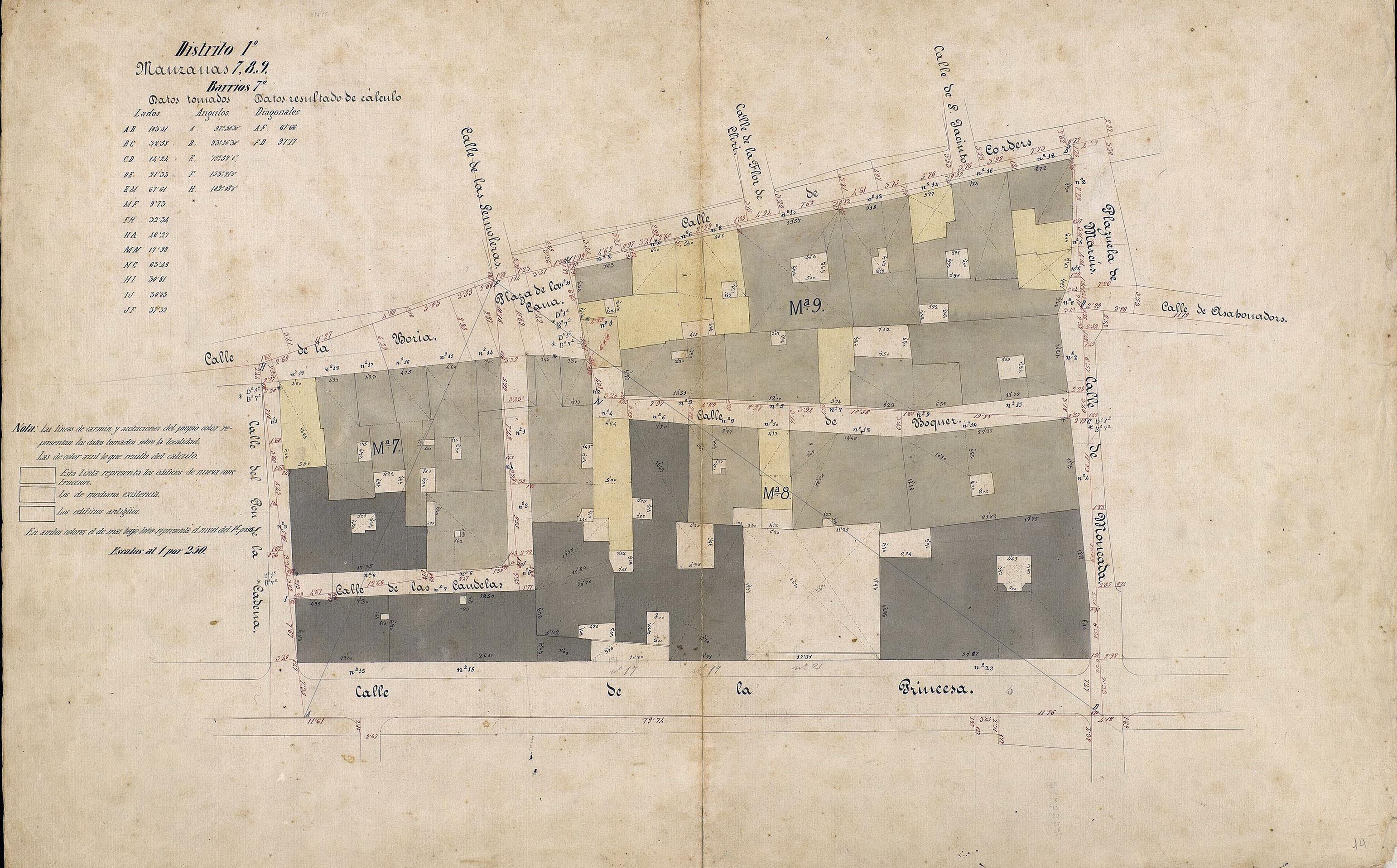
Quarteró núm. 14 de Garriga i Roca (c. 1860)

## Descripció
Es tracta d'un edifici d'habitatges de planta baixa i quatre pisos, en una parcel·la enclavada entre dues construccions amb façana al carrer de la Princesa. La composició de la façana s'organitza en eixos verticals amb balcons de barana de ferro forjat i llosana de pedra de Montjuïc de mida decreixent en alçada. Al mateix temps, presenta elements que reforcen la composició horitzontal, com la imposta a cada planta la cornisa i el fris amb els forats de ventilació al coronament.
La planta baixa té portals amb arc rebaixat, al centre dels quals s'encasten les mènsules sota els balcons. En un extren hi ha la porta de veïns de dimensions reduïdes (la reixa sobre la qual té la data 1859, tot i que l'última xifra està deteriorada), situada sota un eix vertical de finestres. Als baixos, el parament és de carreus de pedra, i a la resta, d'estucat llis emmarcant les obertures.